# Canegrate-Kultur

Verbreitungsgebiet der Kultur von Canegrate

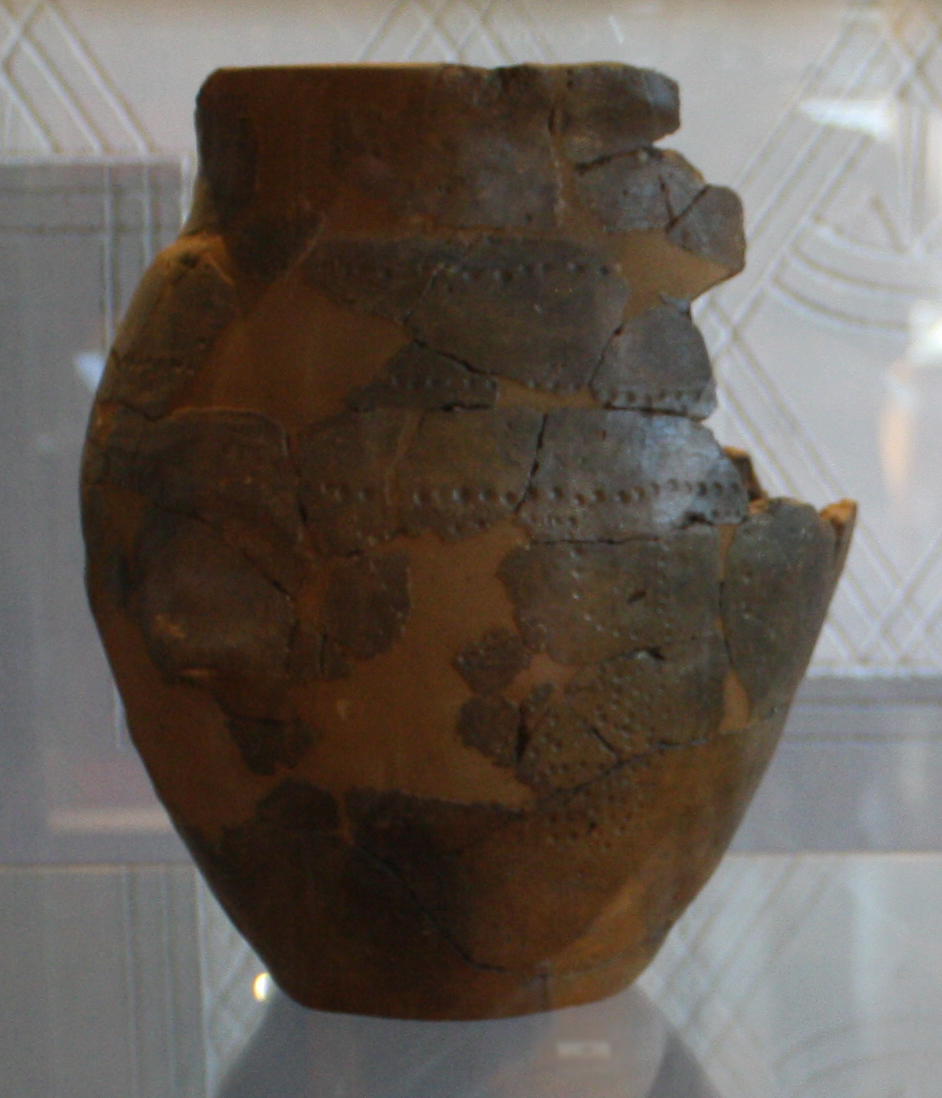
Keramik vom Fundort Santa Colomba, Canegrate, entdeckt 1926

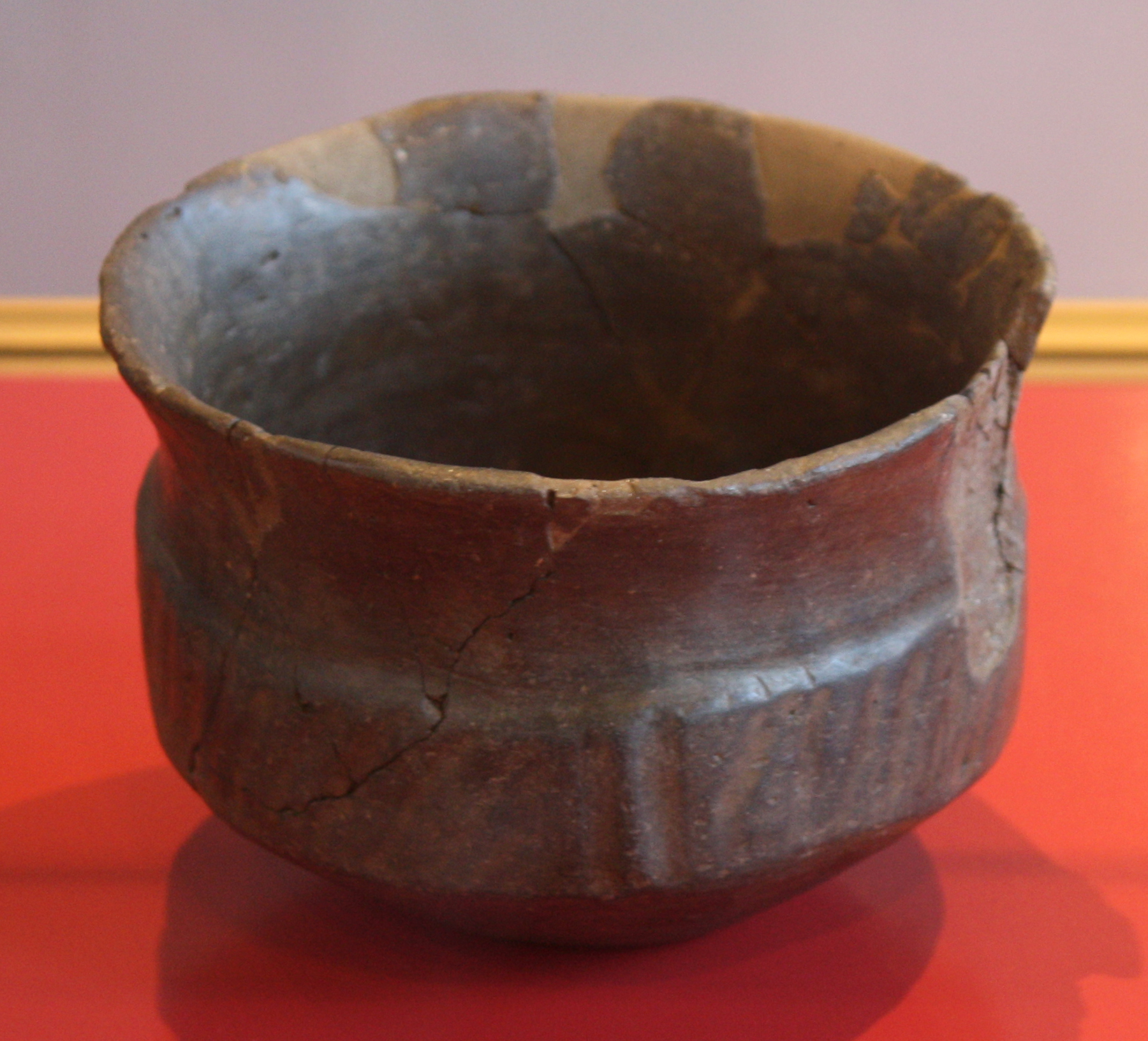
1952 bei Santa Colomba entdecktes Tongefäß

Die Canegrate-Kultur oder Kultur von Canegrate entstand im 13. Jahrhundert v. Chr. und dauerte bis in die Eisenzeit an. Ihr Zentrum lag in der westlichen Lombardei, im östlichen Piemont und reichte nordwärts bis ins Tessin. Sie weist bei der Terracotta-Herstellung  Ähnlichkeit mit Funden aus der Provence, Savoyen, Isère, Valais, vom Oberrhein und aus dem Osten Frankreichs auf, und sie gilt als Teil der Urnenfelderkultur. Ihre Angehörigen waren wohl aus der alpinen Zone zugewandert.
Die Kultur erhielt ihren Namen nach dem bei Mailand gelegenen Dorf Canegrate, wo ab 1926 unter Leitung von Guido Sutermeister etwa 50 Gräber mit Keramik- und Metallbeigaben gefunden wurden. Insgesamt weist diese und eine weitere Nekropole in der Nähe 165 erhaltene Grabstätten auf.
Anhand der Begräbnissitten mutmaßte man schon früh eine protokeltische Zuwanderung, doch wird auch eine solche kulturelle Zuordnung für die Scamozzi-Kultur vorgenommen. Die Herkunft der später dort lebenden keltischen Insubrer ist unklar, ebenso, ob Beziehungen zur Canegrate-Kultur bestanden. Die Keramik weist auf einen drastischen kulturellen Wechsel hin, denn sie zeichnet sich durch deutlich andere Charakteristika aus, als die der Vorgängerkultur, der Scamozzina-Kultur.
Die erste Nekropole kam in Canegrate nahe der Kirche Santa Colomba 1926 ans Licht. 1953 wurden im Zuge eines Hausbaues neue Artefakte entdeckt, 1956 folgten weitere Funde in der Grundschule „Giuseppe Gajo“, die sich etwa 700 m südlich der besagten Kirche befand. Während Sutermeister die Grabungen in den späten 1920er Jahren leitete, übernahm diese Aufgabe von 1953 bis 1956 Ferrante Rittatore Vonwiller in der zweiten Nekropole. In den Urnen fand man fast nur persönliche Gegenstände, wie Halsketten oder Ringe, insgesamt fand man nur vier Schwerter. Die Gräber waren also nicht Anlass, die soziale Hierarchie zu vergegenständlichen. Etwa 30 % der insgesamt etwa 200 Gräber, die die Nekropole ursprünglich barg, und von denen 165 gerettet wurden, gehörten zu Kindern oder Jugendlichen. Die Lebenserwartung der Bewohner war niedrig.
Vermutlich bestanden in der Nähe der beiden Nekropolen mehrere Dörfer, darunter in Gabinella bei Legnano. Weitere Nekropolen fanden sich in Appiano Gentile und Ligurno, dann im Schweizer Kanton Tessin, genauer in Gudo, Rovio, Locarno, Giubiasco und Bellinzona, dann im Novarese in Novara selbst und in Vicolungo sowie in Castelletto sopra Ticino, schließlich in Premeno. Siedlungen sind hingegen bisher kaum bekannt geworden, so dass sich das Wissen über die Kultur fast ausschließlich aus den Begräbnissitten ableitet.
Kulturell kontaminierende Kontakte zur Terramare-Kultur bestanden kaum, wenn auch ein allerdings nicht sehr intensives Handelsnetzwerk bestand, wie sich erweisen ließ. Selbst die Bronzearbeiten sind von völlig verschiedener chemischer Zusammensetzung, so dass Kontakte eher Richtung Norden, bis nach Mitteleuropa, und Richtung Westen bestanden. Die Kultur löste sich in der Golasecca-Kultur unter Vermischung mit anderen Gruppen auf.